# Patelliella
Patelliella là một chi nhện trong họ Micropholcommatidae.